# Emílio Francisco Póvoa
Emílio Francisco Póvoa (Goiás, 8 de abril de 1867 — 30 de maio de 1949, em Goiás Velho) foi um político e magistrado brasileiro.

## Biografia
Foi membro da junta governativa goiana de 1930, que governou Goiás, de 30 de outubro a 23 de novembro de 1930. Filho de Paulo Francisco Povoa e Luzia Serradourada Povoa. Após os estudos primários em sua terra natal, onde cursou, inclusive, o Liceu de Goiás, deslocou-se para outros centros, onde também estudou.
Em 23 de dezembro de 1891, com 24 anos de idade, formou-se Bacharel em Ciências Jurídicas e Sociais, pela Faculdade de Direito de São Paulo, recebendo o diploma do então Diretor, António da Fonseca Carvão Paim da Câmara.

## Carreira jurídica e morte
Nos anos seguintes, voltou para Goiás Velho, tendo sido nomeado Promotor Público. Em seguida, foi nomeado Juiz de Direito da Comarca de Formosa, interior goiano, onde ficou até o ano de 1906, agora com 39 anos.
No dia 17 de julho de 1906, tomou posse como desembargador do Tribunal de Justiça de Goiás. Entre 30 de novembro de 1923 e 19 de junho de 1927, exerceu a Presidência do chamado Superior Tribunal de Justiça de Goiás. Foi também o primeiro Presidente da Ordem dos Advogados do Brasil, em Goiás e do Instituto dos Advogados de Goiás, bem como do Gabinete Literário Goiano.
Com a Revolução de 1930, comandada por Getúlio Vargas, fez parte da Junta Provisória, tendo 63 anos de idade, que governou Goiás, por 30 dias, formada pelo então médico e jornalista Pedro Ludovico Teixeira, de 39 anos, e pelo também desembargador Mário de Alencastro Caiado, 54 anos. Faleceu em Goiás, sua cidade natal, em 30 de maio de 1949, com 82 anos de idade.